# Incassokosten
Incassokosten zijn buitengerechtelijke kosten die door een schuldeiser (crediteur) gemaakt worden als een schuldenaar (debiteur) niet of niet tijdig voldoet aan zijn betalingsverplichting, en op de schuldenaar verhaald worden. Als een schuldenaar niet (tijdig) voldoet aan zijn betalingsverplichting is een schuldeiser genoodzaakt actie te ondernemen om alsnog zijn geld te krijgen. Die actie kan bestaan uit het zelf aanmanen van de schuldenaar, maar de schuldeiser kan daarvoor ook een derde inschakelen, vaak een incassobureau of deurwaarder. Het incassobureau of de deurwaarder verricht dan werkzaamheden in opdracht van de schuldeiser (zoals aanmanen, betalingsregeling treffen), met als doel het alsnog binnen krijgen (incasseren) van het bedrag dat de schuldenaar nog moet betalen. 

## Nederland
Op 1 juli 2012 is in werking getreden de Wet van 15 maart 2012 tot wijziging van Boek 6 van het Burgerlijk Wetboek en het Wetboek van Burgerlijke Rechtsvordering in verband met de normering van de vergoeding voor kosten ter verkrijging van voldoening buiten rechte. Deze wet kreeg later semi-formeel de naam Wet normering buitengerechtelijke incassokosten en wordt ook wel aangeduid als Wet incassokosten, en afgekort als Wik of WIK.
De wet wijzigde onder meer art. 6:96 BW, dat bepaalt dat als een verbintenis tot betaling van een geldsom uit een overeenkomst voortvloeit (het gaat hier bijvoorbeeld niet om vorderingen van schadevergoeding op grond van aansprakelijkheid), als vermogensschade mede voor vergoeding in aanmerking komen, redelijke kosten ter verkrijging van voldoening buiten rechte (buitengerechtelijke incassokosten), en dat bij algemene maatregel van bestuur nadere regels worden gesteld voor de vergoeding van kosten.
Dit is het Besluit van 27 maart 2012, houdende regels ter normering van de vergoeding voor kosten ter verkrijging van voldoening buiten rechte (Besluit vergoeding voor buitengerechtelijke incassokosten). Van deze regels kan niet ten nadele van de schuldenaar worden afgeweken indien de schuldenaar een natuurlijk persoon is, die niet handelt in de uitoefening van een beroep of bedrijf. De incassokosten kunnen indien de schuldenaar een natuurlijk persoon is, die niet handelt in de uitoefening van een beroep of bedrijf, pas verschuldigd worden nadat de schuldenaar na het intreden van het verzuim, bedoeld in artikel 81, onder vermelding van de gevolgen van het uitblijven van betaling, waaronder de incassokosten, vruchteloos is aangemaand tot betaling binnen een termijn van veertien dagen, aanvangende de dag na aanmaning.
De in rekening gebrachte vergoeding voor incassokosten mag de volgende staffel niet overschrijden:
- Bij een vordering van minder dan € 267: een bedrag van € 40.
- Bij een vordering tussen € 267 en € 2.500: 15%.
- Over de volgende € 2.500 van de vordering: 10%.
- Over de volgende € 5.000 van de vordering: 5%.
- Over de volgende € 190.000 van de vordering: 1%.
- Over het restant 0,5% met een maximum van € 6775 (dat wordt bereikt bij een vordering van € 1.000.000).

Hierbij doet het er niet toe door wie de vordering wordt geïncasseerd; door de schuldeiser zelf of door bijvoorbeeld een incassobureau, advocaat of gerechtsdeurwaarder in opdracht van de schuldeiser. De vergoeding omvat alle incassohandelingen, ongeacht de omschrijving van de kosten van die handelingen (bv. administratie-, beheers- of registratiekosten).
De schuldeiser heeft de verplichting om opeisbare vorderingen samen te voeren wanneer hij daarvoor nog geen (veertiendaagse) aanmaning heeft verstuurd.
Indien de schuldeiser een derde inschakelt om de vordering voor hem te innen, kan deze derde voor zijn diensten btw bij de schuldeiser in rekening brengen. Indien de schuldeiser geen ondernemer is in de zin van de Wet op de omzetbelasting 1968, of indien de vordering betrekking heeft op een vrijgestelde prestatie, dan mag de vergoeding van de incassokosten in verband hiermee worden verhoogd met een percentage dat gelijk is aan het btw-percentage. De schuldeiser dient dan wel aan de schuldenaar te kennen te geven dat hij de btw niet kan verrekenen en dat de incassokosten met het btw-percentage zijn verhoogd. Wanneer de schuldenaar een consument is, dient de schuldeiser deze verklaringen op te nemen in de verplichte aanmaning.
Naast incassokosten kan ook de contractuele en/of wettelijke rente in rekening worden gebracht.

### Onredelijke toegerekende kosten
Meestal worden incassokosten als niet redelijk beschouwd als:
- De schuldenaar de vordering heeft betwist en heeft aangegeven hoe dan ook niet te zullen betalen. In een dergelijk geval mag en kan de schuldeiser direct dagvaarden en is het inschakelen van een incassobureau onnodig;
- De schuldeiser heeft meerdere vorderingen en berekent voor iedere vordering separate incassokosten terwijl de vorderingen samengevoegd hadden kunnen worden;
- De schuldeiser had kunnen verrekenen met een vordering die de schuldenaar op hem had.
- De schuldeiser slechts een – niet aanvaard – schikkingsvoorstel heeft gedaan.
- De schuldeiser slechts eenvoudige inlichtingen heeft gepleegd.
- De schuldeiser slechts op de gebruikelijke wijze een dossier heeft samengesteld.

Ook wanneer de vordering is ingetrokken door de opdrachtgever of succesvol betwist, mag een incassobureau niet alsnog kosten van de wederpartij eisen. Door het vervallen van de hoofdsom vervallen immers ook nevenvorderingen. De eventuele rekening voor hun diensten dient dan bij de klant te worden neergelegd.

### Onredelijke kosten met betrekking tot de hoogte
De hoogte kan als onredelijk worden beschouwd indien:
- De hoofdsom voor het uit handen geven al was verhoogd met allerlei kosten;
- Er posten vermeld staan die niet tot de incassokosten kunnen horen, zoals "leges", "verschotten", etc.;
- Er posten separaat vermeld staan die feitelijk al tot de incassokosten behoren, zoals "informatiekosten", "kosten medewerker buitendienst", "registratiekosten";
- In de kosten ook provisies voor toekomstige kosten zijn inbegrepen;
- Incassobureau A de vordering met incassokosten aan deurwaarder B uitbesteedt, waarna deze deurwaarder incassokosten over het volledige bedrag berekent (incassokosten over incassokosten);
- Hoewel strikt gesproken niet tot de kosten behorend wordt soms ook weleens samengestelde rente (rente-op-rente) berekend in plaats van enkelvoudig zoals de wet voorschrijft. Niet alleen worden hierdoor de rentekosten te hoog berekend, maar stijgt ook de basis waarover de kosten worden berekend.

### Voorbeeld
Debiteur Arend heeft te lang gewacht met een betalen van een op bestelling geleverd boek van 20 euro. Bedrijf Barendsen & Co schakelt na verschillende aanmaningen en administratieve verhogingen incassobureau Christiaansen in voor het bedrag dat inmiddels is opgelopen tot 60 euro. Christiaansen stuurt Arend de volgende rekening:
- Hoofdsom: € 60
- Verschotten: € 25
- Informatiekosten: € 6
- Registratiekosten: € 6
- Kosten medewerker buitendienst: € 35
- Incassokosten: € 40
- Totaal: € 169

Weliswaar voldoen de incassokosten aan de eisen van de Wet incassokosten, maar de overige kosten behoren deel uit te maken van de incassokosten. Kosten buitendienst, informatiekosten en registratiekosten zouden gedekt moeten zijn door de 40 euro (excl. BTW.) incassokosten. Tevens kan men niet verschotten in rekening brengen, de vraag dient zich aan wat voor kosten zouden zijn gemaakt. Ten slotte is ook nog 40 euro aan extra kosten "verstopt" in de hoofdsom. In totaal mag slechts een bedrag van 20 euro + 40 euro = 60 euro in rekening worden gebracht.

### Gerechtelijke kosten
Als de schuldenaar weigert te betalen dan kan de eiser (al of niet via een derde zoals een incassobureau) een gerechtsdeurwaarder opdracht geven de schuldenaar te dagvaarden. Dit brengt gerechtelijke kosten met zich mee die, als de eiser gelijk krijgt, ook op de schuldenaar verhaald worden.

### Oplopen van de kosten in andere gevallen
Ook bij een boete kunnen de kosten oplopen bij niet tijdige betaling. Zie bijvoorbeeld de boete bij zwartrijden.

## Islamitisch bankieren en incassokosten
De sharia ziet incassokosten als een vorm van riba (rente) en verbiedt deze daarom. Om te voorkomen dat te laat betalen te aantrekkelijk wordt, verplicht de betalingsplichtige partij zich bij te late betaling een bedrag aan een liefdadigheidsinstelling te schenken. Deze schenking is door de wederpartij in rechte af te dwingen. Tevens kunnen ook onder de sharia zekerheidsrechten worden gevestigd. Overigens dient men eerst te praten bij betalingsproblemen, voor men de wederpartij met incassomaatregelen treft.